# Сума (бронепалубен крайцер, 1895)
Сума (на японски: 須磨) е бронепалубен крайцер на Императорските ВМС на Япония от едноименния тип. Главен кораб на серията. Първият японски крайцер, построен по японски проект, в японска корабостроителница с японски материали. Взема участие в Руско-японската война и Първата световна война.
Крайцерът носи името си в чест на живописни пясъчни плажове, днес разположени в градската англомерация на Кобе.

## Конструкция
Крайцерът „Сума“ е построен от Морски Арсенал в Йокосука в течение на четири години (от 1892 до 1896 г.). В хода на изпитанията става ясно, че корабът е претоварен с лоша мореходност и недостатъчна устойчивост.

### Корпус
Корпусът на крайцера е стоманен, с двойно дъно, под бронираната палуба разделен от водонепроницаеми прегради.

### Артилерийско въоръжение
Главният калибър на крайцера са две 152 mm скорострелни оръдия с разделно зареждане система „Армстронг“ с дължина на ствола 40 калибра. Максималната далечина на стрелба е до 9100 m, максималната скорострелност 5 – 7 изстрела в минута. Едно оръдие е монтирано на полубака, другото – на полуюта.
Артилерията на средния калибър са шест 120 mm скорострелни оръдия с разделно зареждане система „Армстронг“ с дължина на ствола 40 калибра. Максималната далечина на стрелба е до 9000 m, максимална скорострелност до 12 изстрела в минута. Всичките шест оръдия са в спонсони на горната палуба.
Десет47 mm скорострелни оръдия „Хочкис“ са монтирани: четири на горната палуба (по две на борд), две на полуюта, две кърмовия мостик по две оръдия в носа и кърмата на кораба. Максималната далечина на стрелбата им е до 6000 m, максималната скорострелност до 20 изстрела в минута.
На марсовете на мачтите на крайцера са поставени по две четиристволни 1-но дюймови (25,4 mm) картечници „Норденфелд“. Към началото на Руско-японската война те са заменени на четири 7,62-mm картечници „Максим“.

### Минно въоръжение
На „Сума“ има поставени два 356 mm бордови надводни торпедни апарата

### Брониране
Жизненоважните механизми, котлите, машините и погребите за боезапаса са защитени от карапасна (черупковидна) бронирана палуба с дебелина 25 mm, а по скосовете – 50 mm. 152 mm оръдия са прикрити от 115 mm щитове. Дебелината на бронята на бойната рубка на крайцера е 102 mm. Цялата броня е тип Харви.

### Силова установка
Две парни машини с тройно разширение с вертикални цилиндри. Диаметърът на цилиндрите е: за високото налягане – 0,82 m; средно – 1,24 m и ниско – 0,72 m, ход на буталата 0,72 m. Мощността на машинините е 8384 к.с.
Парата се изработва от осем цилиндрични котела, разположени в две котелни отделения, разделени с водонепроницаема преграда, по четири във всяко.
Нормалният запас въглища е 200 t, за 4000 мили при десет възела ход, пълният – 600 t.

## История на службата
1898 г., по време на испано-американската война, „Сума“ като стационар се намира в Манила, за подсигуряване на възможна защита на японските граждани, живеещи във Филипините.
Към началото на 1900 г. „Сума“ действа в състава на постоянната ескадра в китайски води.
През юли 1900 година, в хода на потушаването на въстанието на ихетуаните „Сума“, в състава на отряд кораби на Алианса на осемте държави, участва в превземането на Тиендзин.

### Руско-японска война
Преди началото на Руско-японската война крайцерът „Сума“ влиза в състава на 6-ти боен отряд на 3-та ескадра на Съединения флот, специално сформиран за наблюдение на Корейския пролив и действия против Владивостокския отряд крайцери. От 6 февруари 1904 г. крайцерът, в състава на своя отряд, пристъпва към стражева служба, базиран в залива Такешики (на остров Цушима).
На 18 февруари 1904 г. крайцерът, в състава на своя отряд, по заповед на началника на Морския генерален щаб адмирал Ито, пристига в Шанхай за принуждаване към разоръжение или унищожаване на канонерската лодка „Манджур“. На 26 февруари 6-ти боен отряд се насочва към Корейския пролив, а крайцера крайцера „Акицушима“ е оставен в Шанхай за наблюдение над руския кораб.
На 1 май крайцерът, в състава на своя отряд, е задействан за конвоиране на транспортите, превозващи 2-ра японска армия. От 5 май до 22 май прикрива стоварването на войските на 1-ви отряд на 2-ра армия, а неговите лодки превозват войниците от транспортите на брега. На 23 май крайцера, в състава на своя отряд, се присъединява към Съединения флот, блокиращ Порт Артур.
На 15 май 1904 г. „Сума“, в състава на своя отряд, спасява екипажа на броненосеца „Яшима“, който заедно с броненосеца „Хацусе“ се натъкват на мините, поставени до Порт Артур, от минния заградител „Амур“. От потъващия кораб на „Сума“ е пренесен портретът на императора.
На 7 юни „Сума“, в състава на своя отряд, съвместно с канонерските лодки „Уджи“, „Акаси“ и 10-и отряд миноносци, навлизат в Бохайския (Печилийския) залив за оказване на поддръжка на частите на 2-ра японска армия от морето. В първата половина на деня „Сума“, „Акаши“ и „Изуми“ обстрелват подразделенията на руските войски и железопътната линия. На 8 юни „Сума“ влиза в устието на река Ляохъ за проверка на преминаващите параходи. На 11 юни 6-и отряд се насочва от Бохайския залив към главните сили на японския флот.
На 23 юни „Сума“ в състава на своя отряд участва в безрезултатната среща на Съединения флот с корабите на руската ескадра, излезли от Порт Артур.
На 26 юли крайцерът участва в престрелка с руските кораби „Баян“, „Асколд“ и „Новик“ в залива Лунвантан.
В хода на боя в Жълто море на „Сума“, в самото начало на сражението, има повреда на машините и крайцерът получава заповед до отстраняването ѝ да се движи зад строя на своя отряд.
В края на сражението „Сума“ получава заповед да се присъедини към 5-ти отряд („Хашидате“, „Мацушима“ и „Чин-Иен“), намиращ се 10 мили северно. В резултат, когато по-голямата част на руската ескадра се обръща към Порт Артур, „Сума“ се оказва отрязан от 5-ти отряд. Виждайки невъзможността да догони 5-ти отряд, командирът на „Сума“ взема решение да се разгърне и насочи към 6-ти боен отряд. В това време руските крайцери „Асколд“ и „Новик“ излизат от строя в южно направление и развивайки максимална скорост, се насочват извън блокадата. Известно време „Сума“ един води бой с тях, но, независимо от пристигналото подкрепление на кораби на 6-ти отряд, не успява да предотврати преминаването на руските кораби. Сведения за бойни повреди на крайцера „Сума“ няма.
След края на боя „Сума“ се насочва за ремонт към островите Елиот. След ремонта, до падането на Порт Артур, крайцерът „Сума“ участва в блокадата на крепостта.
От 6 до 12 февруари 1905 г. „Сума“ конвоира парахода, прехвърлящ подразделения на флота във Вонсан, за създаването на брегови батареи.
От 14 февруари до 6 март 1905 г. „Сума“ конвоира транспортни съдове, прехвърлящи части на 2-ра резервна дивизия в северна Корея.
На 27 май 1905 г. в Цушимското сражение крайцерът „Сума“ действа начело на 6-ти боен отряд под флага на контраадмирал Того Масамити. утрото на 27 май, след откриването на руската ескадра, „Сума“ и „Чиода“ с два отряда миноносци първи излизат от стоянката на флота в заливе Одзаки на остров Цушима. По заповед на вицеадмирала Ситиро Катаока 6-ти боен отряд заема положение пред курса на руската ескадра, за да води наблюдение над нея. Около 11:55 „Сума“ и „Чиода“ са открити вляво на траверса от руската ескадра. След началото на боя на главните сили 6-ти отряд получава заповед от вицеадмирал Катаока да атакува откритите южно транспорти, но тези кораби се оказват японски спомагателни крайцери. След това от 6-ти отряд са открити болничните кораби „Орёл“ и „Кострома“. Контраадмирал М. Того насочва към тях спомагателните крайцери „Садо мару“ и „Маншу мару“, а сам се насочва към мястото на боя на главните сили. Около 15:20 6-ти отряд се присъединява към 4-ти боен отряд и встъпва в бой с руските крайцери. Около 16:00 – 16:20 от огъня на крайцерите на 6-ти отряд е потопен буксирният параход „Русь“, изоставен от екипажа си след стълкновение с транспорта „Анадырь“. След това в течение на около 30 минути крайцерите на 6-ти отряд водят огън по руските крайцери „Олег“, „Аврора“, „Владимир Мономах“, „Дмитрий Донской“, а също така и по броненосците. За да нападне ариергарда на руската ескадра, 6-ти отряд обръща на юг, където открива тежко повредения броненосец „Князь Суворов“ и плаващата ремонтна работилница (транспорт) „Камчатка“, който няма ход. От 4000 – 6000 m 6-ти отряд открива огън по „Камчатка“, а след това, с новодошлите кораби на 4-ти и 5-и бойни отряди от 1200 – 4000 m, и по „Князь Суворов“. „Камчатка“ е потопена около 18:30, „Княз Суворов“ потъва около 19:30. По време на боя „Сума“ получава незначителни повреди, три матроса от екипажа му са ранени.
Сутринта на 28 май крайцерите на 6-ти отряд откриват плаващите в посока Владивосток руски кораби под командването на контраадмирал Николай Иванович Небогатов, и незабавно съобщават за това на своето командване. След предаването в плен на болшинството от руските кораби, 6-ти отряд се опитва да преследва крайцера „Изумруд“, но не успява да го догони и се връща обратно.
На 19 юни 6-ти боен отряд влиза в състава на Северната ескадра, предназначена за подсигуряване на провежданата операция по превземането на Сахалин.
На 4 юли „Сума“, с отряда, излиза от Оминато в състава на конвоя на първи десантен ешелон на 13-а пехотна дивизия Харагучи в направление към Сахалин.
Сутринта на 7 юли обединен десант от 6-ти, 7-ми, 8-ми и 9-ти бойни отряда превзема плацдарм до село Мерея, след което започва свалянето на подразделенията на сухопътните войски.
На 10 юли „Сума“, „Чиода“ и 9-ти отряд миноносци осъществяват десант на взвод войници на нос Крильон (Ниси Ноторо), за завладяване на маяка там.
От 21 юли до 24 юли „Сума“, в състава на своя отряд, участва в конвоирането и подсигуряване на втория десантен десантен ешелон на 13-а пехотна дивизия.
На 27 юли „Сума“, „Чиода“ и два миноносеца извършват разузнаване в Императорския залив, спускайки на брега два десанта до взвод всеки за обследване на съоръженията и местността, също от „Сума“ е свален десант за обследване на маяка и местността на нос Николай и десант на нос Стукамбис за устройване там на наблюдателен пункт.
От 6 август до 25 август „Сума“, под флага на контрадмирал Того Масамити, и „Изуми“ провеждат разузнаване на южния бряг на Камчатка и Командорските острови. Отплавайки на 6 август от град Корсаков корабите на 10 август пристигат на остров Шумшу. На 12 август във Вилюченския залив корабите се разделят: „Сума“ се насочва към Петропавловск Камчатски, а „Изуми“ – към маяка на нос Вертикальный за издирването на задържания от руските власт лейтенант в оставка Хунджи Сигетада (на японски: 郡司成忠) (в рускоезичните източници – Сечу Хунджи). „Сума“ в Петропавловск обстрелва казармата, но като не му е оказана супротива сваля десант. На рейда е задържан с товар военна контрабанда и изпратен с призов отряд в Йокосука американския параход „Австралия“.
На 16 август „Сума“ и „Изуми“ доближават до остров Беринг, където за проверка на село Никольское е стоварен десант. На 19 август корабите се връщат в Петропавловск, където оставят писмо на местния началник с искане за незабаво освобождаване на лейтенанта в оставка С. Хунджи. На 25 август „Сума“ и „Изуми“ се връщат в Корсаков.
от 25 август до 25 септември „Сума“ начело на 6-ти отряд носи охраната на Сангарски пролив, базиран в Оминато.
На 20 октомври „Сума“ пристига в Йокохама за участие в Императорския преглед на флота, състоял се на 23 октомври 1905 г.

### Между двете войни
През 1908 г. цилиндричните котли са сменени с водотръбни котли система Миябара.
На 28 август 1912 г. „Сума“ е прекласифициран в крайцер 2-ри ранг.

### Първа световна война
През 1916 г. „Сума“ е базиран в Манила и с цел защита на корабоплаването участва в патрулирането на Южнокитайско море, Сулу и бреговете на Нидерландска Индия
На 7 февруари 1917 г. „Сума“, заедно с крайцерите „Яхаги“, „Цушима“ и „Ниитака“ и втора флотилия разрушители са обединени в Първа ескадра със специално назначение под командването на контраадмирал Огури Кодзабуро, предназначена за противодействие на немските рейдери. Базиран в Сингапур „Сума“ е задействан за патрулиране на акваторията на Индийския океан и при източните брегове на Австралия и Нова Зеландия.

### Край на службата
На 1 септември 1921 г. „Сума“ е прекласифициран в кораб на бреговата отбрана 2-ри ранг. На 1 април 1923 г. бившия крайцер е изключен от списъците на флота, а 1928 г. е предаден за скрап.

## Модели на крайцера „Сума“
В мащаб 1:700 модел-копие на крайцера „Сума“, от епоксидна смола, се произвеждат от полската фирма Armo Jadar Models.
За любителите на настолните военни игри лята фигурка от епоксидна смола на крайцера „Сума“ се произвежда от фирмата Panzerschiffe САЩ в мащаб 1:2400.

## Галерия
- Крайцерът „Сума“, 22 юни 1896 г., от френска пощенска картичка
- Крайцерът „Сума“, 1897 г., Кобе
- Крайцерът „Сума“, 1897 г., Осака